# Yamaha WR
Con la sigla WR sono contraddistinte le motociclette della casa motociclistica giapponese Yamaha Motor destinate all'uso in fuoristrada e nel supermotard. Derivano dai modelli di motocross Yamaha YZ e sono disponibili in varie cilindrate, dove nel caso queste siano a quattro tempi hanno anche la lettera  F (WR 450 F). Nel listino 2009 c'è un'estensione con modelli non competitivi, dove alla sigla WR viene affiancata un'ulteriore lettera identificativa, la X per i modelli da motard, la R per i modelli da enduro.

## Storia
La serie "WR" prende origini dai modelli per le competizioni "YZ 250" che la Yamaha aveva approntati nel 1989, modificando le "YZ" ufficiali per il cross, allo scopo di renderle adatte alle gare di specialità enduro. La modifica sostanziale consiste nell'adozione di tutti quei sistemi/dispositivi necessari per la circolazione su strade pubbliche, che non sono presenti sui modelli da cross e di una più distanziata rapportatura del cambio, cui richiama la sigla "WR", acronimo di wide ratio = rapporti spaziati.
Nel corso del lungo processo evolutivo, la serie "WR" ha collezionato numerosi propulsori di varie cilindrate e, negli ultimi anni, anche con motorizzazioni a 4 tempi ed in quest'ultimo caso il nome viene arricchito dal suffisso "F".

## Modelli da competizione

### Le 2T
Queste moto, prodotte dal 1989 al 2002, differiscono principalmente dalle versioni da motocross per la presenza di un impianto elettrico arricchito da luci e clacson, inoltre possono avere dei sistemi di scarico differenti.

#### Cilindrate
Prodotta nelle cilindrate:
- 125
Prodotto dal 1990[1] fino al 2002[senza fonte], tale cilindrata verrà riproposta nel 2016, basandosi sul modello da cross[2]
- 200
Prodotta dal 1992[3][4] fino al 1995, con un motore di misura 66,8x57[senza fonte]
- 250
Prodotto dal 1989[1][5] fino al 2000[senza fonte].
- 500
Prodotto dal 1991[6] fino al 1993[senza fonte], sempre con motore raffreddato ad aria, esattamente come le Yamaha YZ 490

.

### Le 4T
Sono i modelli prodotti dal 1998, destinati esplicitamente alle competizioni di enduro e nel 2009 sono disponibili nelle cilindrate da 250 e 450 cm³. Le caratteristiche tecniche restano molto simili a quelle dei corrispondenti modelli da motocross.

#### Cilindrate
Prodotta nelle cilindrate:
- 125
Prodotta dal 2008
- 250
Dal sito ufficiale risulta in produzione almeno dal 2001[10], nel 2007 c'è stato il passaggio dal telaio in tubi d'acciaio a travi in alluminio
- 400
Prodotta dal 1998[7] al 2002[10]
- 426
Prodotta almeno dal 2001[10] al 2002[10], dove differisce dalla 400 per via del cilindro alesato a 95 mm
- 450
Prodotta dal 2003[10], nel 2007 ha avuto il telaio in alluminio, ma per il 2010 non ha avuto l'aggiornamento del motore "invertito" come sul modello da Cross, ma riceverà l'iniezione elettronica nel 2012[7]

## Modelli non da competizione

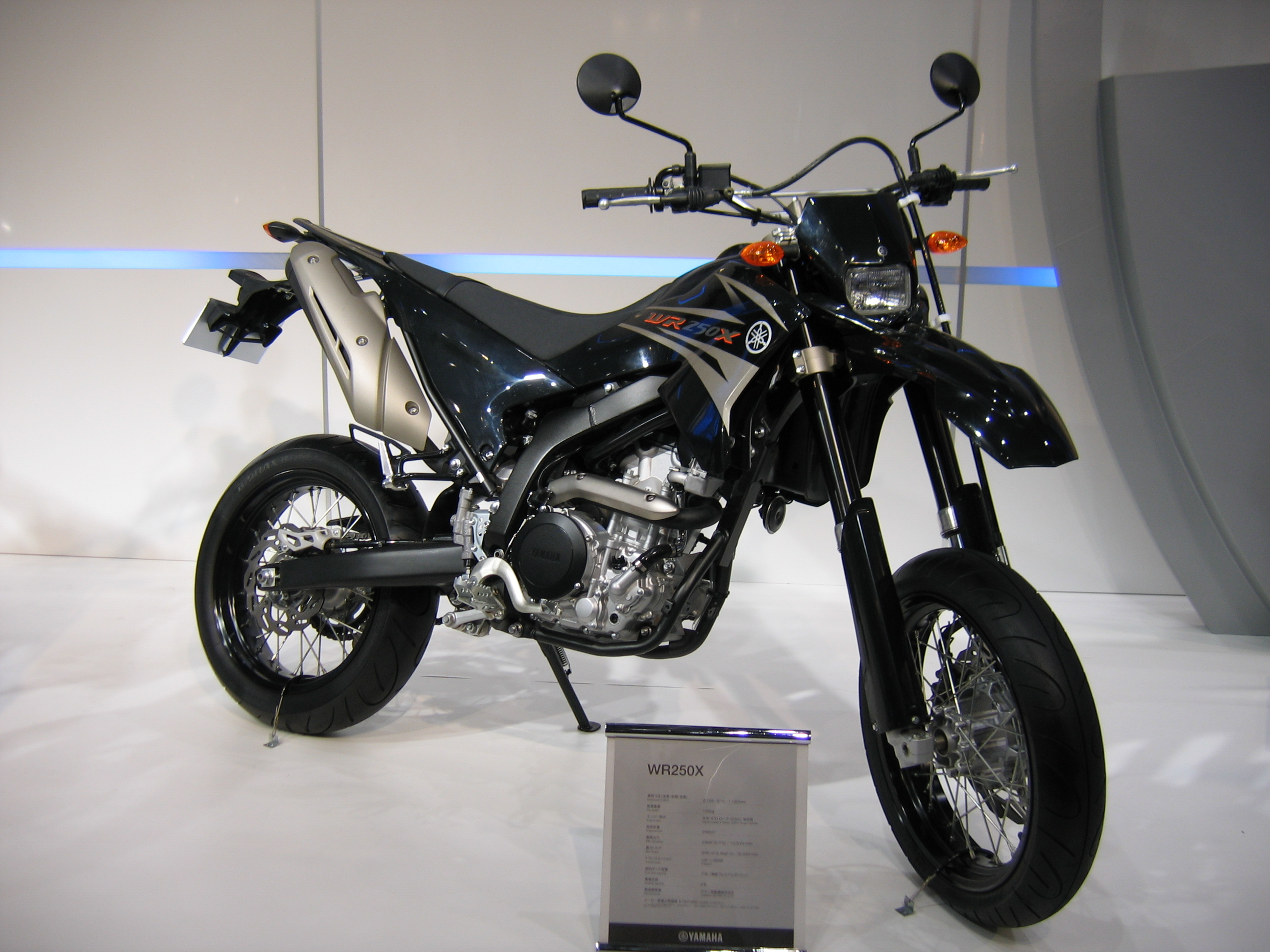
Yamaha WR 250 X

Sono delle motociclette prodotte a partire dal 2008, che si ispirano ai modelli da competizione WR-F, ma progettate con criteri differenti, in modo da poter assicurare un utilizzo semplice e dai costi di gestione minori.

### Descrizione
Questa moto viene proposta nelle versioni "R" per un uso da fuoristrada e la "X" per la versione motard con le ruote da 17 pollici, l'impianto frenante da moto stradale (maggiorato) e il parafango anteriore accorciato, le coperture riviste in entrambe le cilindrate (125 e 250) con coperture da 110/70-17 M/C 54H all'anteriore e 140/70-17 M/C 66H al posteriore.
La cilindrata 250 venne prodotta dal 2008 al 2011 ad eccezione della versione WR-X che è stata prodotta fino al 2010, la cilindrata 125 è in produzione dal 2009.